# The Quest
Quest (tytuł oryg. The Quest) – amerykański film przygodowy z 1996 roku. Był debiutem reżyserskim aktora Jean-Claude’a Van Damme’a, który również wystąpił w głównej roli u boku Rogera Moore’a. W 1997 roku film nominowano do Golden Reel Award.
W Polsce film mogli oglądać widzowie powyżej dwunastego roku życia, a w Stanach Zjednoczonych przydzielono mu zbliżoną kategorię PG-13, podczas gdy w Wielkiej Brytanii był on dozwolony widzom pełnoletnim.

## Fabuła
Nowy Jork, rok 1925. Christopher Dubois, mieszkaniec slumsów o dramatycznej przeszłości, w wyniku pewnych komplikacji, musi uciekać z miasta. Wybiera się do Hongkongu, lecz trafia na statek, który jest własnością piracką. Piraci następnie przez okres całej podróży przetrzymują Christophera w spartańskich warunkach i zmuszają go do pracy na pokładzie. U kresu rejsu, zapada decyzja o zabiciu więźnia, lecz Christopherowi udaje się uciec z rąk złoczyńców. Mężczyzna zostaje uratowany przez przemytników broni pod wodzą lorda Edgara Dobbsa. Z jego inicjatywy nowojorczyk trafia na egzotyczną wyspę, gdzie następnie przez szereg miesięcy trenuje wschodnie sztuki walki. To nie koniec przygód Dubois – po latach ma on wziąć udział w toczonym w mitycznym Zaginionym Mieście turnieju Ghan-gheng na śmierć i życie.

## Obsada
- Jean-Claude Van Damme jako Christopher Dubois
- Roger Moore jako lord Edgar Dobbs
- James Remar jako Maxie Devine
- Jack McGee jako Harry Smythe
- Janet Gunn jako Carrie Newton
- Aki Aleong jako Khao
- Chang Ching Peng Chaplin jako przewodniczący turnieju Ghan-gheng
- Abdel Qissi jako Khan, mongolski zawodnik
- Peter Wong jako chiński zawodnik
- Kōji Kitao jako Kishu Yama, japoński zawodnik
- Peter Malota jako hiszpański zawodnik
- Jen Sung Outerbridge jako Phang Prahan, syjamski zawodnik
- César Carneiro jako brazylijski zawodnik
- Azdine Nouri jako turecki zawodnik
- Stefanos Miltsakakis jako grecki zawodnik
- Habby Heske jako niemiecki zawodnik
- Ellis Winston jako afrykański zawodnik
- Michael Ian Lambert jako szkocki zawodnik
- Ip Choi Nam jako koreański zawodnik
- Takis Triggelis jako francuski zawodnik
- Ong Soo Han jako okinawski zawodnik
- Brick Bronsky jako sowiecki zawodnik
- Chai Chapanond jako konferansjer turnieju Ghan-gheng
- Matt Lyon jako Billy
- Shane Meier jako Red
- Zev Revach jako kapitan tureckich piratów
- Louis Mandylor jako Riggi
- Ryan Cutrona jako oficer O’Keefe
- Gordon Masten jako barman

## Kontrowersje
Frank Dux pozwał Jean-Claude’a Van Damme’a, na 1,5 miliona dolarów, twierdząc, że film był podobny do rękopisu "Enter the New Dragon: Kumite ", który obaj napisali. Złożył też skargę do związku amerykańskich scenarzystów Writers Guild of America. Skarga w organizacji została uwzględniona i Frank Dux został oficjalnie jednym ze scenarzystów filmu, jednak proces o udział w zyskach przegrał.